# Щербаков, Вячеслав Николаевич
Вячесла́в Никола́евич Щербако́в (род. 31 марта 1940 года, Ярославль) — подводник, учёный, государственный и военно-морской деятель России, педагог, доктор военных наук (1985), профессор (1989), автор более 150 научных работ, контр-адмирал, избранный вице-мэр Санкт-Петербурга (1991—1994), первый вице-губернатор Санкт-Петербурга (1996—2000), депутат Законодательного собрания Санкт-Петербурга (1994—1998).

## Биография
В. Н. Щербаков родился 31 марта 1940 года в Ярославле в семье военного лётчика Николая Кузьмича Щербакова и Софьи Алексеевны Щербаковой.
После окончания в 1962 году Высшего военно-морского училища подводного плавания им. Ленинского комсомола по специальности «Военный инженер-электромеханик» начал службу на подводных лодках Северного флота ВМФ СССР. На Северном флоте дослужился до командира атомной подводной лодки. В 1978 году окончил Военно-морскую академию им. Н. Г. Кузнецова в Ленинграде по специальности «Военный моряк высшей квалификации», где остался на преподавательской работе. После обучения в аспирантуре в 1971 году защитил кандидатскую диссертацию и получил учёную степень кандидата технических наук.
В 1985 году защитил диссертацию на соискание учёной степени доктора технических наук. С 1986 года по 1990 год возглавлял кафедру тактики подводных лодок в Военно-морской академии.
В 1990 году избран депутатом Ленсовета, первым заместителем председателя Ленсовета.
Избран вице-мэром Ленинграда 12 июня 1991 г.
20 августа 1991 года, во время путча, назначен представителем Президента РСФСР и Государственного комитета по оборонным вопросам РСФСР, Главным военным начальником Ленинграда и Ленинградской области.
В 1992 году включён в состав Координационного совета по конверсии оборонных предприятий на территории Северо-Запада России.
В период противостояния Б. Н. Ельцина и Верховного Совета РСФСР, 26 сентября 1993 года утверждённый Верховным Советом и. о. президента России А. В. Руцкой отстранил A. А. Собчака от должности мэра и назначил Щербакова и. о. главы администрации Санкт-Петербурга. Данное решение не было реализовано на практике, поскольку сам Щербаков выступил против этого указа и даже специально звонил по этому поводу Руцкому.
В 1994 году А. А. Собчак уволил Щербакова по причине расхождений во взглядах на направления развития города и по вопросам кадровой политики, но это решение было отменено городским и Верховным Судом Российской Федерации. После восстановления в должности уволился по собственному желанию.
С 1994 года до 1998 года был депутатом Законодательного собрания Санкт-Петербурга. В том же 1994 году назначен генеральным директором представительства государственной компании «Росвооружение» по Северо-Западу России.
С 1996 года по 2000 год — первый вице-губернатор Санкт-Петербурга.
С 2000 года работал директором представительства акционерной компании «АЛРОСА» по Северо-Западу России.
Один из авторов книги по истории подводного флота: От «Дельфина» до «Тайфуна». Подводные силы России: 1906—2006 / Виталий Доценко, Георгий Гетманец, Вячеслав Щербаков; под ред. В. Н. Поникаровского. — СПб.: Аврора-Дизайн, 2006. — 269, [1] с. ISBN 5-93768-015-4

## Членство в различных организациях
В. Н. Щербаков является вице-президентом Международной ассоциации общественных организаций ветеранов ВМФ подводников, академиком РАЕН, Академии проблем безопасности, обороны и правопорядка, Академии транспорта РФ, Петровской академии наук и искусств, Академии информатизации образования, Национальной академии ювенологии, Международной академии наук, технологий инжиниринга, Международной академии экологии, безопасности человека и природы.

## Награды
- Орден «За службу Родине в Вооружённых Силах СССР» III степени[1]
- наградное оружие «Пистолет ПМ»[1]
- звание «Почетный гражданин России»[1]
- орден Св. князя Александра Невского I степени[1]
- орден адмирала Кузнецова I степени[1]
- звезда Вернадского II степени[1]
- почётный серебряный знак «300 лет г. Санкт-Петербургу»[1]
- бронзовая медаль «Пётр Великий»[1]
- серебряная медаль Св. Первоверховного апостола Петра[1]

## Семья
Женат на Галине Александровне Щербаковой, имеет двоих сыновей: Сергей (1962), Максим (1969).